# Kappa Geminorum
Kappa Geminorum (Jīxīn (積薪), 77 Geminorum) é uma estrela na direção da constelação de Gemini. Possui uma ascensão reta de 07h 44m 26.87s e uma declinação de +24° 23′ 53.3″. Sua magnitude aparente é igual a 3.57. Considerando sua distância de 143 anos-luz em relação à Terra, sua magnitude absoluta é igual a 0.35. Pertence à classe espectral G8III.